# 基瓦尼鎮區 (伊利諾伊州亨利縣)
基瓦尼鎮區（英語：Kewanee Township）是位於美國伊利諾伊州亨利縣的一個行政鎮區。

## 地方資料
根據2010年美國人口普查的數據，基瓦尼鎮區的面積為93.70平方千米，當中陸地面積為93.65平方千米，而水域面積為0.05平方千米。當地共有人口9795人，而人口密度為每平方千米104.54人。